# Eriksbergs socken
Eriksbergs socken i Västergötland ingick i Gäsene härad, ingår sedan 1974 i Herrljunga kommun och motsvarar från 2016 Eriksbergs distrikt.
Socknens areal är 27,81 kvadratkilometer varav 27,72 land. År 2000 fanns här 196 invånare. Sockenkyrkorna Eriksbergs kyrka och Eriksbergs gamla kyrka ligger i socknen.

## Administrativ historik
Socknen har medeltida ursprung. 
Vid kommunreformen 1862 övergick socknens ansvar för de kyrkliga frågorna till Eriksbergs församling och för de borgerliga frågorna bildades Eriksbergs landskommun. Landskommunen uppgick 1952 i Gäsene landskommun som 1974 uppgick i Herrljunga kommun. Församlingen uppgick 2010 i Östra Gäsene församling.
1 januari 2016 inrättades distriktet Eriksberg, med samma omfattning som församlingen hade 1999/2000.  
Socknen har tillhört län, fögderier, tingslag och domsagor enligt vad som beskrivs i artikeln Gäsene härad. De indelta soldaterna tillhörde Älvsborgs regemente, Gäseneds kompani och Västgöta regemente, Elfsborgs kompani.

## Geografi
Eriksbergs socken ligger öster om Herrljunga kring Lidan. Socknen är en slätt- och skogsbygd med mossmarker.

## Byar och hemman
Eriksbergs socken består historiskt av följande byar och enstaka hemman. När en by har flera hemman anges också hemmansnumren.
- Björnarp, by med fem hemman (1 Östergården, 2 Skattegården, 3 Tyskagården, 4 Ågården och 5 Svarvaregården).
- Björstorp, by med två hemman (1 Stora Björstorp och 3 Lilla Björstorp) samt en tullkvarn (2).
- Bro, enstaka hemman.
- Dragås, enstaka hemman.
- Eriksberg, socknens kyrkby med fem hemman (1 Bältaregården, 2 Kampagården, 3 Östergården, 4 Brickagården och 5 Prästegården).
- Gate, enstaka hemman.
- Hagared, by med två hemman (1 Östergården och 2 Västergården).
- Heden, Lilla, enstaka hemman, första gången i jordeboken 1825.
- Horsholmen, enstaka hemman, första gången i jordeboken 1787 som krononybygge.
- Håkentorp, by med två hemman (1 Västergården och 2 Östergården).
- Hästhagen, enstaka hemman, första gången i jordeboken 1825.
- Hökhult, enstaka hemman, första gången i jordeboken 1787 som krononybygge.
- Ladås (också Laås), en herrgård, i äldre tid en by med två hemman (1 Östergården och 2 Västergården), från 1726 upptagna i jordeboken som ett hemman, säteri.[8][9]
- Måddarp, ett hemman (1) och en tullkvarn (2).
- Normadslyckan, en äng, första gången i jordeboken 1805.
- Plate, en by med två hemman (1 Östergården och 2 Västergården).
- Plogskog (ursprungligen Örskog,) enstaka hemman.
- Skede, enstaka hemman.
- Solberga, enstaka hemman.
- Sträte, by med fem hemman (1 Lundagården, 2 Skattegården, 3 Storegården, 4 Landbogården och 5 Västergården).
- Tunarp, ett hemman (1) och två ängar (2).
- Ödelyckorna, en åker och en äng, i jordeboken första gången 1787.

## Fornlämningar
Från järnåldern finns ett gravfält. En offerkälla finns vid gamla kyrkan som enligt traditionen grundlagts av Erikska ätten.

## Befolkningsutveckling
Befolkningen ökade från 375 1810 till 688 1870 och 1880, varefter den minskade stadigt till 190 1990.

## Namnet
Namnet skrevs 1308 Eerexbiärgh och innehåller Erik och berg, syftande på  ett berg vid kyrkan. Namnet förknippas av traditionen med Erik den helige.